# Mallochohelea albiclava
Mallochohelea albiclava är en tvåvingeart som först beskrevs av Jean-Jacques Kieffer 1921.  Mallochohelea albiclava ingår i släktet Mallochohelea och familjen svidknott.
Artens utbredningsområde är Taiwan. Inga underarter finns listade i Catalogue of Life.